# Los siete samuráis
Los siete samuráis (七人の侍 Shichinin no samurai) es una película japonesa de 1954 dirigida por Akira Kurosawa. Obtuvo el León de Plata en la Mostra de Venecia y dos candidaturas al Óscar.
Los siete samuráis es considerada como una de las películas más grandes e influyentes de la historia, y es una de las pocas películas japonesas que ganaron fama y popularidad en el extranjero durante muchos años. Ha sido aclamada tanto por la crítica como por el público; en 1982 fue elegida en la lista de Sight & Sound de las diez películas más grandes de todos los tiempos, y entre las diez películas preferidas de los directores en las votaciones de 1992 y el 2002. La Asociación de Cronistas de Cine, Radio y Teatro del Perú la incluyó en la terna de los premios Inka en 1957 como mejor película no ibérica. También es el top 07 de las 100 mejores películas de acción de todos los tiempos por GQ.
La película influyó en posteriores producciones no japonesas, como el conocido wéstern Los siete magníficos, incluido un remake del 2016.

## Sinopsis
La acción transcurre en el Japón del siglo XVI. Los habitantes de un poblado de campesinos, hartos de ser periódicamente asaltados por una horda de bandidos, deciden hacer algo al respecto. El miembro más anciano del pueblo sugiere contratar samuráis para que los defiendan. Tras varios intentos fallidos de encontrar samuráis dispuestos a luchar tan solo a cambio de comida, encuentran a uno llamado Kanbei que decide ayudarlos. Gracias a Kanbei consiguen reunir a un grupo de siete samuráis que defenderán el poblado más por su valentía y ética que por los dos puñados diarios de arroz que se les ofrecen.

## Reparto
Samuráis
- Toshirō Mifune: Kikuchiyo, un joven de origen campesino que intenta llegar a ser conocido como un verdadero samurái, de carácter iracundo y divertidos desenlaces.
- Takashi Shimura: Kanbei, un soldado nato cuya capacidad de dirigir y habilidad como estratega le convierten en el líder natural. Siente que nunca ha ganado una batalla.
- Daisuke Kato: Shichiroji, un antiguo amigo de Kanbei, además de un excelente y experimentado guerrero. Ostenta aparentes conocimientos taoístas.
- Isao Kimura: Katsushiro, el más joven del grupo. Intenta aprender a ser un buen samurái, aunque aún le falta experiencia.
- Minuro Chiaki: Heihachi, el miembro más alegre del grupo, y quizás el único al que las guerras no han extirpado el buen humor. No tiene mucha experiencia; se dedicaba a cortar leña.
- Seiji Miyaguchi: Kyuzu, el maestro en el arte de matar con la espada. Su único objetivo en la vida es perfeccionar su estilo de combate y sus habilidades como samurái.
- Yoshio Inaba: Gorobei, un samurái experimentado y una buena persona. Podría salir casi de cualquier problema gracias a su ingenio.

Civiles
- Yoshio Tsuchiya: Rikichi
- Yukiko Shimazaki: La mujer de Rikichi
- Keiko Tsushima: Shino
- Kamatari Fujiwara: Manzo, el padre de Shino
- Yoshio Kosugi: Mosuke
- Bokuzen Hidari: Yohei
- Kokuten Kōdō: Gisaku, el anciano
- Jirō Kumagai: el hijo de Gisaku
- Haruko Toyama: la hija de Gisaku
- Junpei Natsuki
- Toku Ihara

## Producción

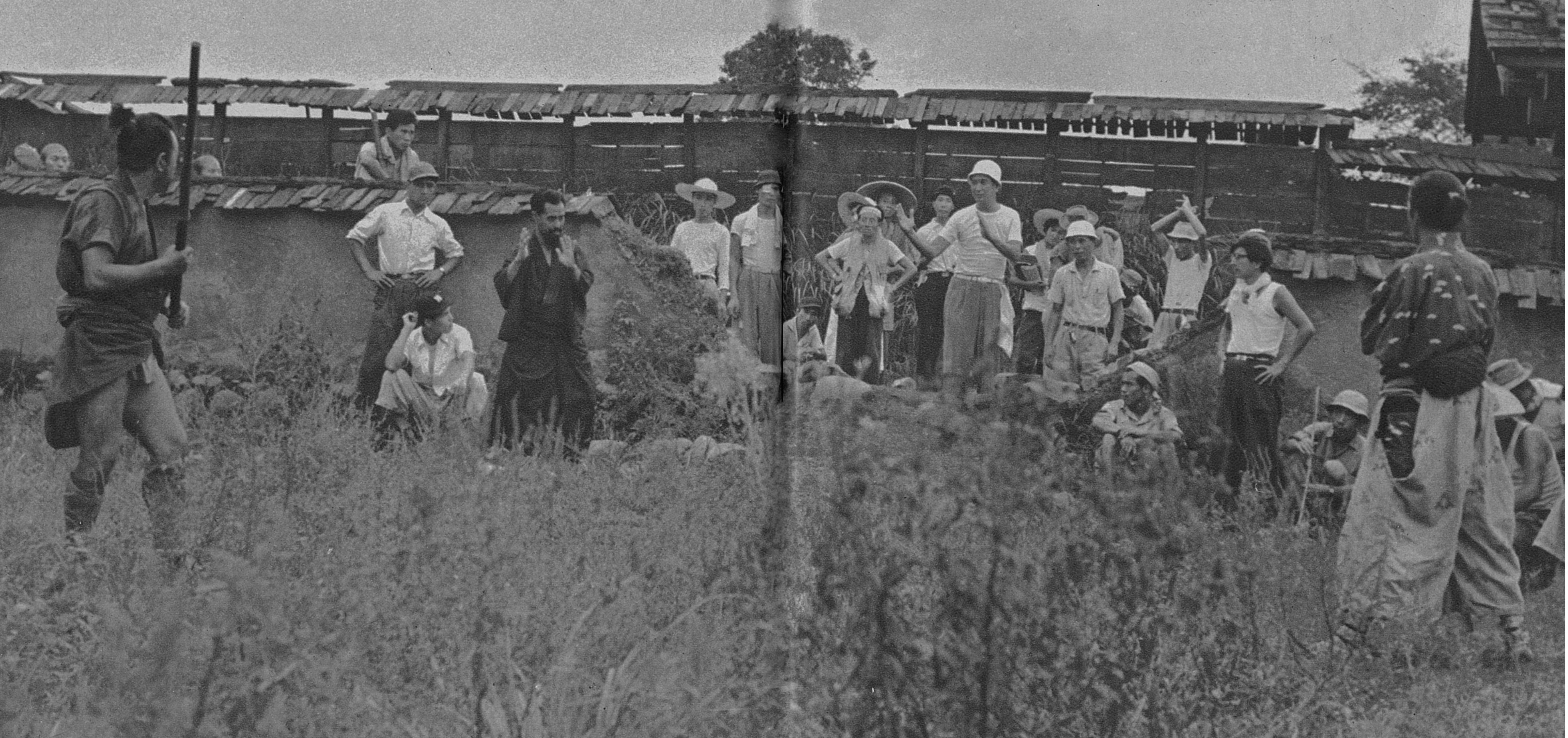
Filmación de Los siete samuráis en los Estudios Tōhō.

La película fue la primera sobre samuráis que dirigió Akira Kurosawa. Originalmente quería dirigir una película sobre un solo día en la vida de un samurái, pero descubrió una historia sobre samuráis que defendían a agricultores durante su investigación. Según el actor Toshirō Mifune, la película inicialmente iba a llamarse Six Samurai (Los seis samuráis), con Mifune en el papel de Kyuzo. Durante el proceso de desarrollo del guion, que duró seis semanas, Kurosawa y sus guionistas se dieron cuenta de que seis samuráis serenos sería aburrido, necesitaban un personaje que fuera más estrafalario. Kurosawa cambió a Mifune al papel de Kikuchiyo y le dio libertad creativa para improvisar su actuación.
La película tardó en completarse y se convirtió en un tema de discusión antes incluso de estrenarse. Después de tres meses de preproducción, la película tuvo 148 días de rodaje a lo largo de casi un año. El presupuesto finalmente alcanzó casi el medio millón de dólares. Los estudios Tōhō cerraron la producción al menos dos veces. Cada una de las veces, Kurosawa se fue de pesca, razonando que el estudio ya había invertido mucho en la producción y que le permitirían completar la película. La escena de la batalla final, inicialmente programada para ser rodada a finales de verano, fue rodada en febrero con unas temperaturas muy bajas. Mifune después recordaría que no había pasado nunca tanto frío.
Kurosawa rechazó rodar el pueblo campesino en los estudios Tōhō e hizo construir un set completo en Tagata, en la península de Izu, en la isla japonesa de Honshū. Aunque el estudio protestó por el incremento en los costes de producción, Kurosawa fue firme en que «la calidad del set influye en la calidad de las actuaciones de los actores. Por esta razón, tengo los sets exactamente como algo real. Limita el rodaje pero fomenta ese sentimiento de autenticidad». También habló del intenso trabajo de rodar la película: «Llovió todo el tiempo, no teníamos suficientes caballos. Fue la clase de película que es imposible de hacer en este país».
La coreografía de la película fue dirigida por Yoshio Sugino, de la escuela Tenshin Shōden Katori Shintō-ryū. Inicialmente Junzo Sasamori, de la escuela Ono-ha Itto-ryu, estuvo trabajando con Sugino, pero fue requerido por el Ministerio de Educación para enseñar en Europa durante la producción.

## Distinciones
| Publicación   | País | Premio                                   | Año  | Puesto |
| ------------- | ---- | ---------------------------------------- | ---- | ------ |
| Empire        | EUA  | Las mejores películas del cine mundial   | 2010 | 1      |
| IMDb          | EUA  | Las mejores películas de la historia     | 2011 | 17     |
| Empire        | EUA  | Las 500 mejores películas de la historia | 2010 | 50     |
| Sight & Sound | EUA  | Las 50 mejores películas de la historia  | 2012 | 17     |

### Premios
| Año  | Ceremonia o festival | Premio                           | Premiado        |
| ---- | -------------------- | -------------------------------- | --------------- |
| 1954 | Mostra de Venecia    | León de plata                    | Akira Kurosawa  |
| 1955 | Mainichi Film Awards | Mejor actor secundario masculino | Seiji Miyaguchi |
| 1959 | Premios Jussi        | Mejor realización extranjera     | Akira Kurosawa  |
| 1959 | Premios Jussi        | Premio al mejor actor extranjero | Takashi Shimura |

### Candidaturas
| Año  | Ceremonia o festival | Premio                    | Premiado          |
| ---- | -------------------- | ------------------------- | ----------------- |
| 1954 | Mostra de Venecia    | León de oro               | Akira Kurosawa    |
| 1956 | Premios BAFTA        | Mejor película            | Akira Kurosawa    |
| 1956 | Premios BAFTA        | Mejor actor principal     | Toshirō Mifune    |
| 1956 | Premios BAFTA        | Mejor actor principal     | Takashi Shimura   |
| 1956 | Oscars               | Mejor dirección artística | Takashi Matsuyama |
| 1956 | Oscars               | Mejor diseño de vestuario | Kōhei Ezaki       |

## Adaptaciones
La película de Akira Kurosawa ha tenido varias adaptaciones, algunas mejor recibidas que otras.
- The Magnificent Seven, versión rodada en 1960 y protagonizada por Yul Brynner, en la que la acción transcurría en el Viejo Oeste y los siete samuráis eran sustituidos por siete pistoleros. En 1998 se rodó una versión de esta película en formato de serie de televisión con el mismo título, Los siete magníficos que constaba de 23 episodios de 60 minutos cada uno. De nuevo en 2016 se hizo un remake de esta en formato película protagonizada por Denzel Washington, Chris Pratt, Vincent D'Onofrio e Ethan Hawke entre otros.

- Battle Beyond the Stars (1980) (Los 7 Magníficos del Espacio) Siete mercenarios de distintos mundos ayudan a los habitantes de un planeta pacífico para enfrentar a un ejército de invasores comandado por un cruel tirano.

- Bichos: Una aventura en miniatura película de Walt Disney Pictures y Pixar Animation Studios del año 1998, en la que una colonia de hormigas es ocupada cada año por una banda de saltamontes para exigir su parte de la cosecha como tributo. Un aldeano llamado Flik es enviado para buscar guerreros que les ayuden a expulsar a los saltamontes. Flik se encuentra con siete artistas del circo que toma por guerreros y los contrata.

- Seven Samurai 20XX, videojuego programado por Dimps en colaboración con Sammy para la consola PlayStation 2 en 2004, que se inspiraba en la película original, pero situándola en un futuro alternativo. Una ciudad se encuentra bajo el constante ataque de una raza de mutantes llamados Humanoides, los cuales arrasan con todo a su paso. En esta ciudad se encuentra Natoe, el samurái rōnin protagonista, un joven bien entrenado en kenjutsu (el arte marcial japonés de la espada). Tras salvar a un pequeño grupo de ciudadanos, éstos le piden que por favor les ayude a proteger la ciudad, pero este al principio rechaza. No obstante, ante la insistencia de los habitantes de la ciudad, acaba accediendo y enseguida parte en busca de un grupo de siete samuráis para organizar la defensa de la ciudad.

- Samurai 7, una serie de animación japonesa (anime) para televisión de 26 capítulos producida por los estudios Gonzo en 2004, que cuenta la misma historia de la película original pero situándola en una época entre lo futurista y lo tradicional japonés.
- Cazarrecompensas: en el Episodio 17 de la segunda temporada de la serie Star Wars: The Clone Wars, estrenado el 27 de marzo de 2010 en el Reino Unido y 2 de abril en Estados Unidos; se aborda la historia del pueblo agricultor de Casiss, en el planeta Felucia quienes se encuentran sometidos a pagar tributo (en especie, mediante la hierba medicinal Nysillin) a un grupo de Piratas espaciales comandados por el capitán Hondo Ohnaka: (un Weequay que hace constantes apariciones a lo largo de la serie y del universo de Star Wars). Los aldeanos, desesperados por ayuda, recurren a un grupo de cuatro cazarrecompensas (de estética aparentemente oriental, emulando una apariencia samurái), auxiliados por los Caballeros Jedi Anakin Skywalker, Obi-Wan Kenobi, así como la aprendiz Padawan Ahsoka Tano (dando un total de siete guerreros) quienes se encargan de montar una defensiva en contra del asedio de los piratas adiestrando a los agricultores felucianos para luchar por sí mismos y prestando sus habilidades como guerreros. Este episodio está explícitamente dedicado a la Memoria de Akira Kurosawa durante los títulos iniciales.
- 7 Mages: videojuego de 2016 desarrollado por Napoleon Games, su historia está adapta de Los siete samurái.